# Comté de Clay (Kansas)
Pour les articles homonymes, voir Comté de Clay.
Le comté de Clay est l’un des 105 comtés de l’État du Kansas, aux États-Unis. Fondé le 20 février 1857, il a été nommé en hommage au politicien Henry Clay.
Siège et plus grande ville : Clay Center.

## Géolocalisation
|                | Comté de Washington |                |
| Comté de Cloud | Comté de Clay       | Comté de Riley |
| Comté d’Ottawa | Comté de Dickinson  | Comté de Geary |